# Tatsuo Miyajima
Tatsuo Miyajima (宮島 達男, Miyajima Tatsuo, * 16. Januar 1957 in Edogawa) ist ein japanischer Bildhauer und Installationskünstler, der in Moriya, in der japanischen Präfektur Ibaraki lebt. Für seine Arbeit verwendet er häufig digitale LED-Ziffern und beschäftigt sich vor allem mit der Funktion und Bedeutung von Zeit und Raum, insbesondere im Kontext des buddhistischen Denkens. Im Jahr 2006 wurde Miyajima zum Vizepräsidenten der Tohoku University of Art and Design gewählt. Von 2012 bis 2016 war er Vizepräsident der Kyoto University of Art and Design.

## Ausbildung
Tatsuo Miyajima wurde am 16. Januar 1957 im Tokioter Bezirk Edogawa geboren. Er studierte ursprünglich Malerei in der Abteilung für Bildende Künste der Tokyo National University of Fine Arts and Music und schloss 1986 seinen MA an derselben Universität ab. Danach begann er, mit Performance-Kunst zu experimentieren, bevor er zu lichtbasierten Installationen überging.

## Werk
Die Zeit und ihr Vergehen stehen im Mittelpunkt der vielschichtigen Praxis Tatsuo Miyajimas. Zahlenanzeigen aus Licht emittierenden Dioden (LED) bilden das Kernstück der skulpturalen Arbeiten und Installationen des Künstlers. Miyajimas Entwicklung maßgeschneiderter digitaler LEDs für seine Kunstwerke in den späten 1980er Jahren war ein wichtiger Durchbruch zu Beginn seiner Karriere. Diese „Counter-Gadgets“ sind auch heute noch von zentraler Bedeutung für die Arbeit des Künstlers. Die rote und grüne Farbpalette der LEDs wurde Mitte der 1990er Jahre durch blaue und später durch weiße Farben erweitert, als sich die LED-Technologie in Japan und darüber hinaus weiterentwickelte.
Drei Überlegungen sind für das Werk von Tatsuo Miyajima von zentraler Bedeutung: „Keep Changing“, „Connected with everything“ und „Continue forever“.
Diese Leitprinzipien bilden die Grundlage von Miyajimas Kunst: „Eine Konstante ist die Tatsache, dass wir uns immer verändern“, so der Künstler. „Im westlichen Denken bezieht sich Permanenz auf ein Gefühl der Beständigkeit, ohne Veränderung. In der östlichen und buddhistischen Philosophie ist Veränderung natürlich und geschieht ständig“. Er erklärt die Wichtigkeit von Verbindungen (Connected with everything) und fügt hinzu: „Als Menschen und Lebewesen können und wollen wir nicht unabhängig existieren. Wir sind nur in der Lage, innerhalb von Beziehungen in dieser Welt zu leben.“ Das dritte Prinzip „Continue forever“ bezeichnet den immerwährenden Zyklus von Geburt, Tod und Regeneration – und verweist auf die ersten beiden zurück, denn „das ist die Struktur des Lebens und der Wahrheit“.
Miyajimas Arbeiten veranschaulichen somit die Idee der ständigen Bewegung und Veränderung. Die LEDs in seinen Arbeiten zählen zyklisch von 1 bis 9 oder 9 bis 1. Dabei wird die Null ausgelassen, die für den Künstler gleichbedeutend ist mit Stillstand oder Tod.
Der Umgang des Künstlers mit Zahlen dient als Metapher für individuelle und kollektive Lebenszyklen und spiegelt seine Auseinandersetzung mit östlichem Gedankengut, insbesondere dem Buddhismus, wider. Die Philosophie der Griechischen Antike und Vorsokratiker, wie Heraklit, bieten einen parallelen Diskurs, mit ihrem Fokus auf Fluss und Übergang als Metaphern für das gesamte Leben.

## Ausstellungen
Tatsou Miyajima hatte zahlreiche Einzelausstellungen, unter anderem im Minsheng Museum, Shanghai, China; Buchmann Galerie, Berlin, Deutschland, und Lugano, Schweiz; Lisson Gallery, New York, USA; Fosun Foundation, Shanghai, China; SCAI The Bathhouse, Tokyo, Japan; MCA, Sydney, Australien; The Met Breuer, New York, NY, USA; Kunstmuseum St. Gallen, Schweiz; Ullens Center for Contemporary Art, Beijing, China; Miyanomori Art Museum, Hokkaido, Japan; San Francisco Museum of Modern Art, Kalifornien, USA; Fondation Cartier pour l’Art Contemporain, Paris, Frankreich; dem Modern Art Museum of Fort Worth, Texas, USA (1996) und weitere.
Miyajima vertrat Japan an der Biennale von Venedig (1988, 1999) und nahm an zahlreichen Gruppenausstellungen teil, darunter „Catastrophe and the Power of Art“, Mori Art Museum, Tokyo, Japan (2018); „Everything at Once“, The Store, London, Vereinigtes Königreich (2017); das Projekt Counter Void, Tokyo, Japan (2017); „Order and Reorder“, National Museum of Modern Art Kyoto (MOMAK), Japan (2016); „Eppur Si Muove“, Mudam Luxemburg (2015); „Boolean Expressions: Contemporary Art and Mathematical Data“, Lewis Glucksman Gallery, Irland (2015); „Logical Emotion, Contemporary Art from Japan“, Museum Haus Konstruktiv, Zürich, Schweiz (2014); „Asia Code ZERO“, Olympic Museum of Art, Seoul, Südkorea (2013); „Marking Time“, Museum of Contemporary Art, Sydney, Australien (2012); und „Dome“, Hiroshima City Museum of Contemporary Art, Japan (2008).

## Sammlungen
Tatsuo Miyajimas Arbeiten sind in zahlreichen öffentlichen Sammlungen vertreten, darunter die Tate Gallery, London, Vereinigtes Königreich, The British Museum, London, Vereinigtes Königreich,  Deste Foundation for Contemporary Art, Athen, Griechenland, Fondation Cartier pour l’art contemporain, Paris, Frankreich, Kunstmuseum Bern, Bern, Schweiz, Kunstmuseum St. Gallen, Schweiz, La Caixa, Barcelona, Spanien, Pinakothek der Moderne, München, Deutschland, Kunstmuseum Stuttgart, Stuttgart, Deutschland, Modern Art Museum of Fort Worth, Fort Worth, USA, San Francisco Museum of Modern Art, San Francisco, USA, Museum of Contemporary Art, Chicago, USA, National Gallery of Canada, Ottawa, Kanada, Australian Museum, Sydney, Australien, National Museum of Modern Art, Kyoto, Japan, Museum für zeitgenössische Kunst, Tokyo, Japan, Hiroshima City Museum of Contemporary Art, Hiroshima, Japan, Chiba City Museum, Chiba, Japan, Museum M+, Hongkong, China, das Städtische Kunstmuseum Taipeh, Taipeh, Taiwan.

## Arbeiten

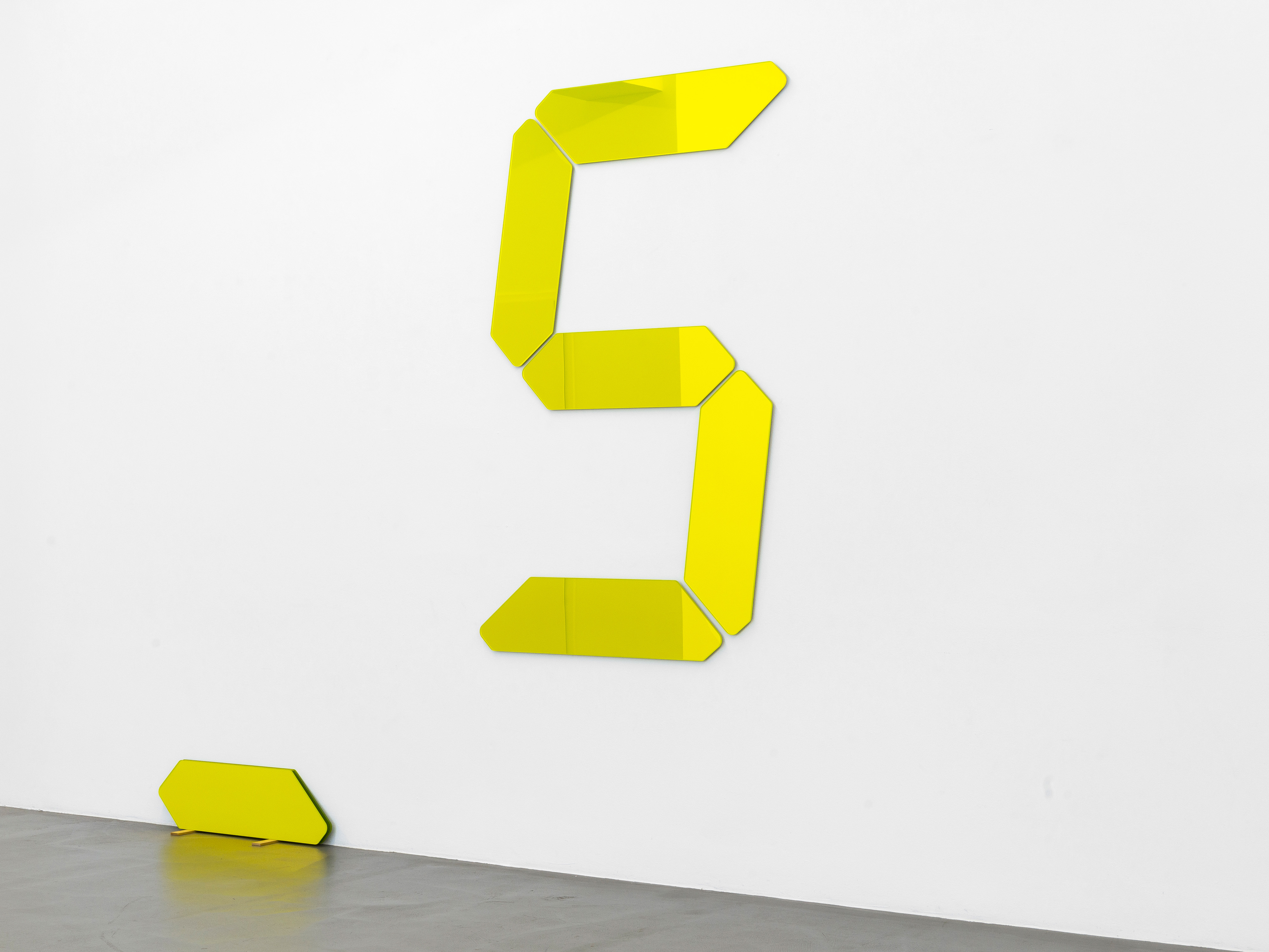
Tatsuo Miyajima, Counter Object - 000, 2020, Colored mirror, 200 (h) x 120 x 2 cm / 78¾ (h) x 47¼ x ¾ in
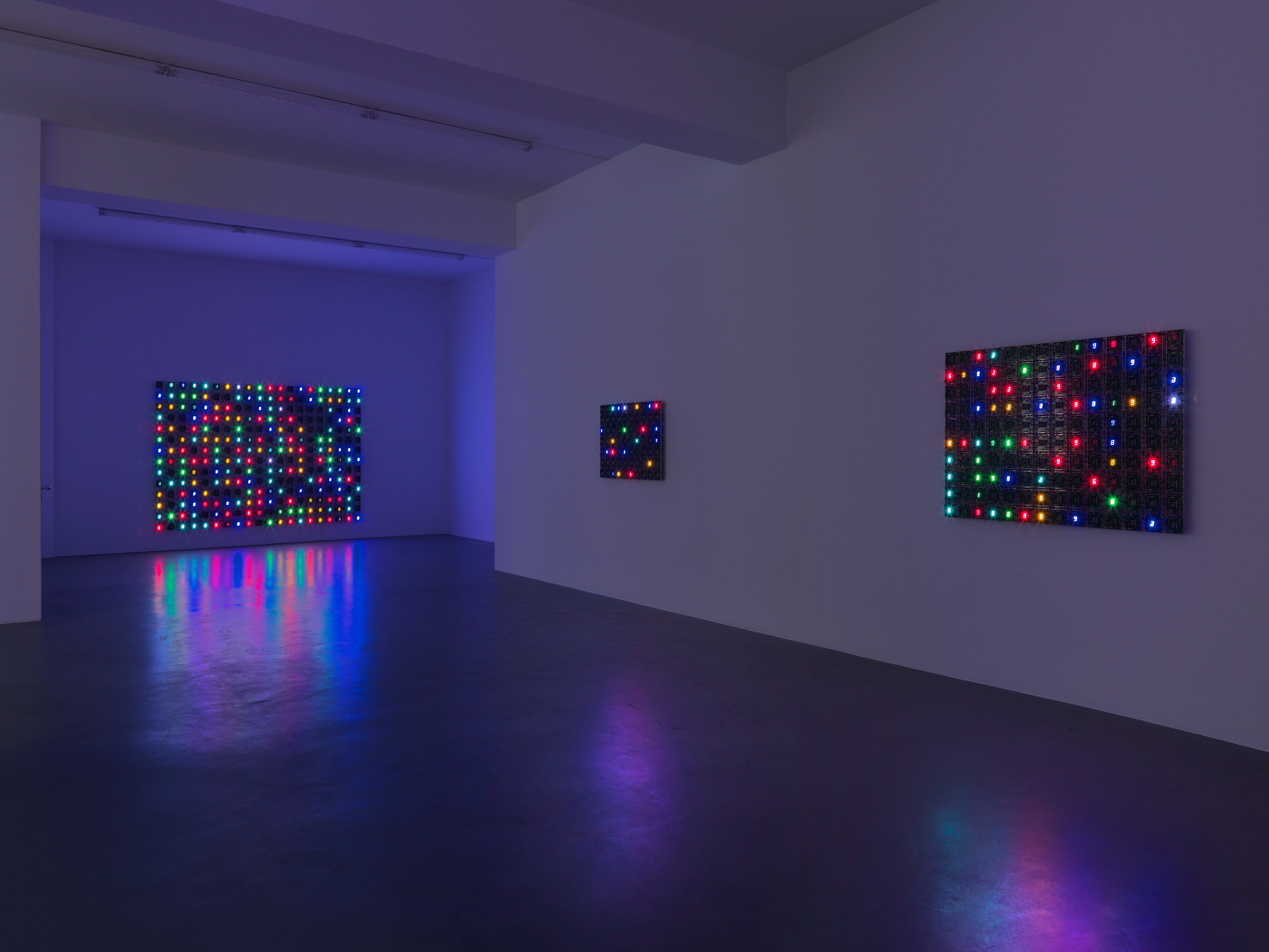
Tatsuo Miyajima, Life (Rhizome) Installation Buchmann Galerie Berlin
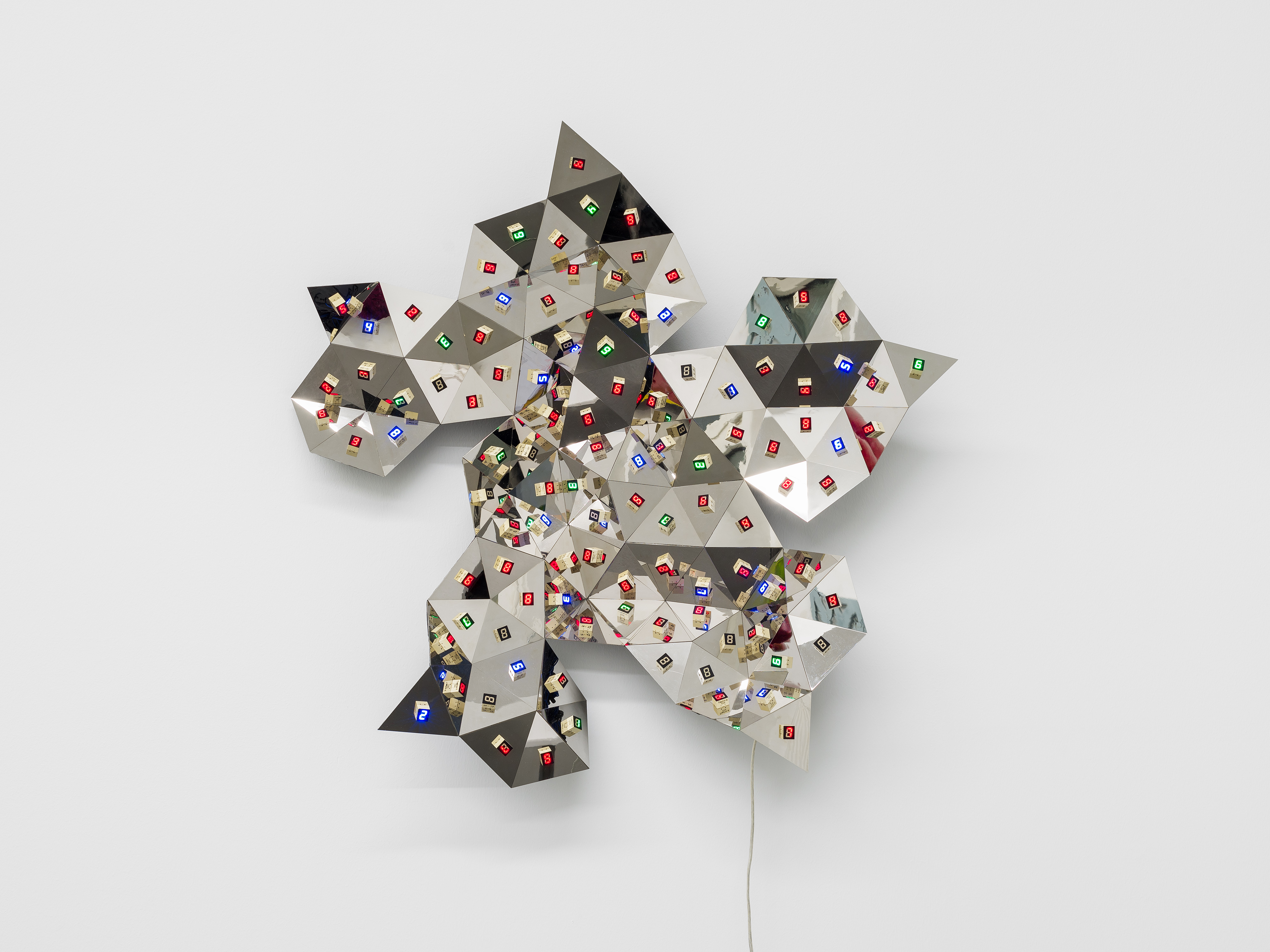
Tatsuo Miyajima, Diamond in You No. 20, 2010, 105 LEDs, IC, stainless mirror, steel
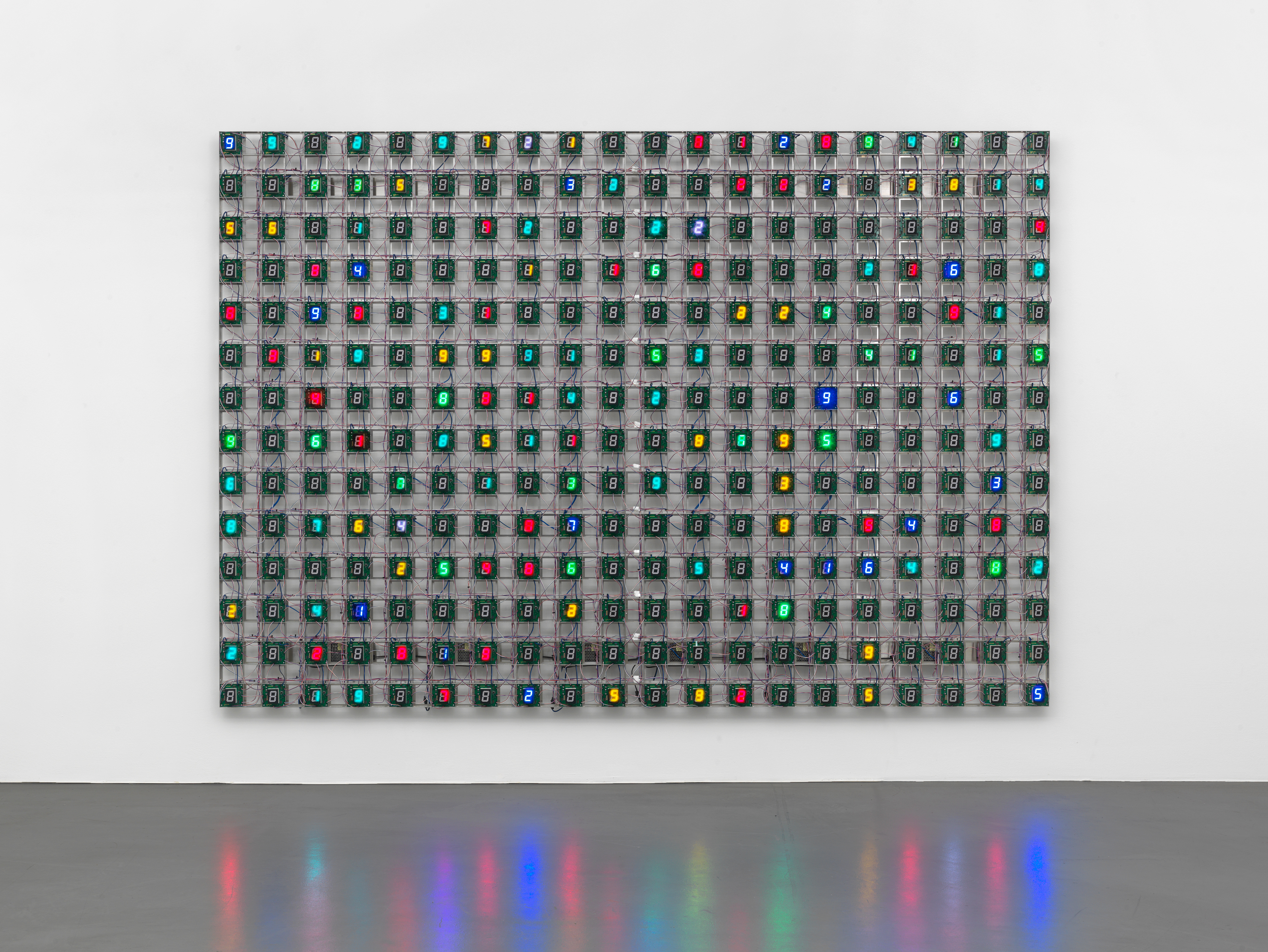
Tatsuo Miyajima, Life (Rhizome) No 3. 2012
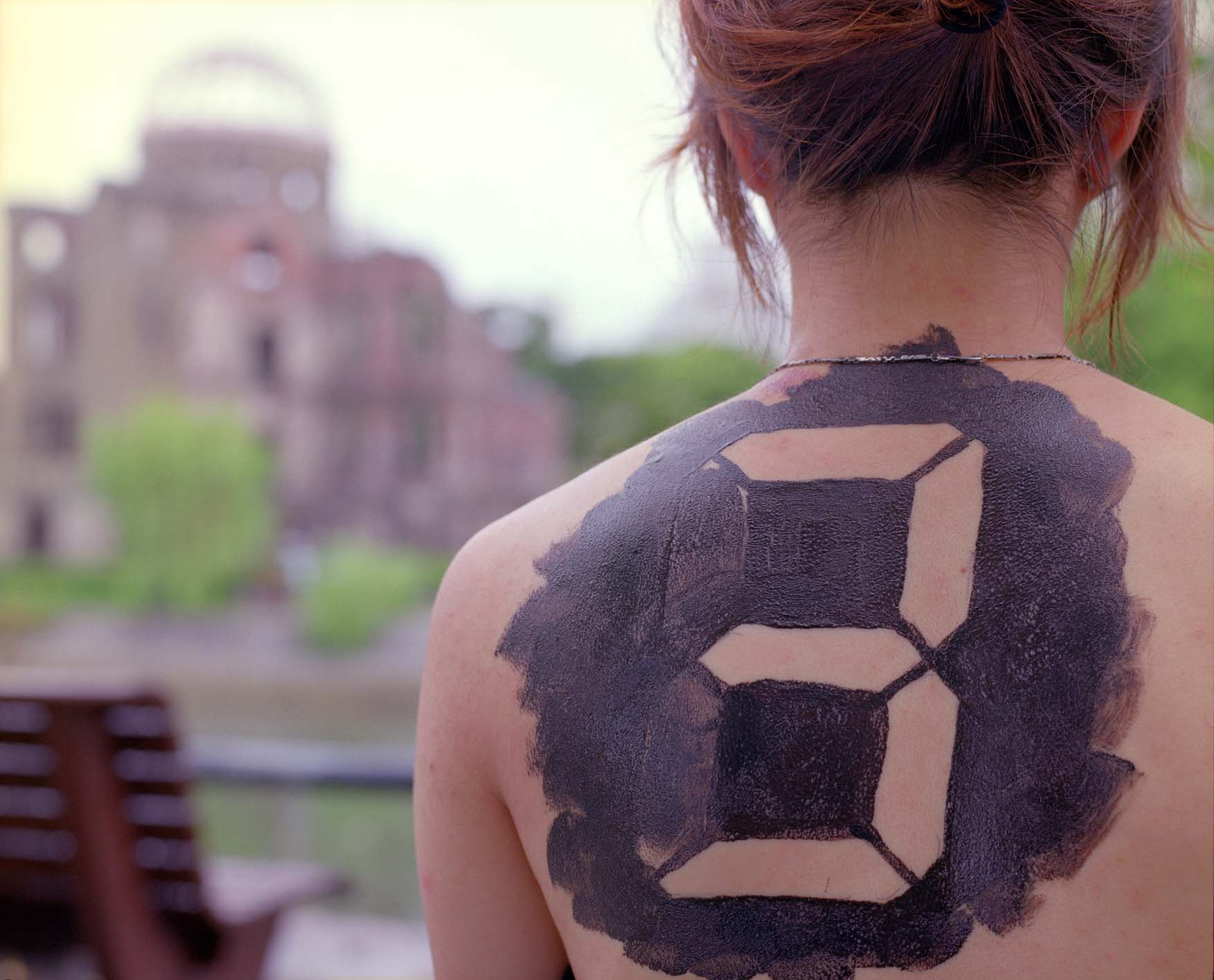
Tatsuo Miyajima Counter Skin in Hiroshima, performance 2007

## Galerievertretungen
- Buchmann Galerie